# كاميهاميها الثالث

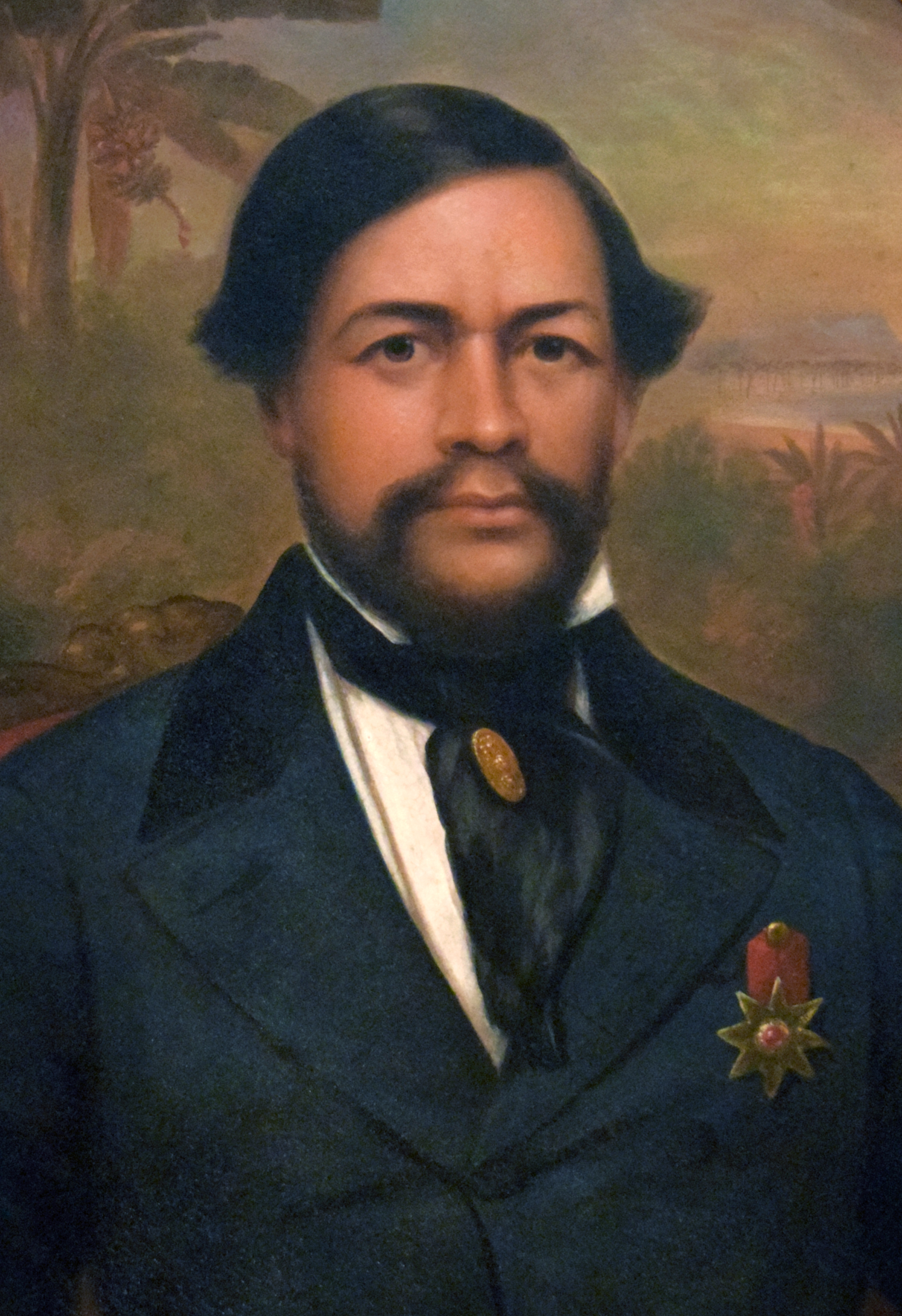

كاميهاميها الثالث قالب:Lang-haw كان ملكا على هاواي. ولد عام في 17 آذار من عام 1813 وتوفي في 15 ديسمبر عام 1854. جاء للحكم بعد وفاة أخيه كاميهاميها الثاني ولكنه كان قاصرا فتولّت أمه الوصاية عليه حتى وفاتها عام 1832 وعمّدته كمسيحي. أول مَن أنشأ نظاما تعليميا مدرسيا في سلسلة جزر هاواي. وسهّل عمل المبشرين المسيحييين ونصح أبناء شعبه بترك دياناتهم واعتناق المسيحية وأصدر لهم تعليمات محددة باحترام المبشرين وتسهيل عملهم مهددا بعقاب مَن لا يلتزم بالتعليمات.